# إيان برامال
إيان برامال (مواليد 17 سبتمبر 1964) هو مبارز بالسيف كندي، مثّل بلاده في الألعاب الأولمبية الصيفية 1988.

## روابط رياضية
إيان برامال على موقع أوليمبيديا (الإنجليزية)